# Kernkraftwerk Zwentendorf

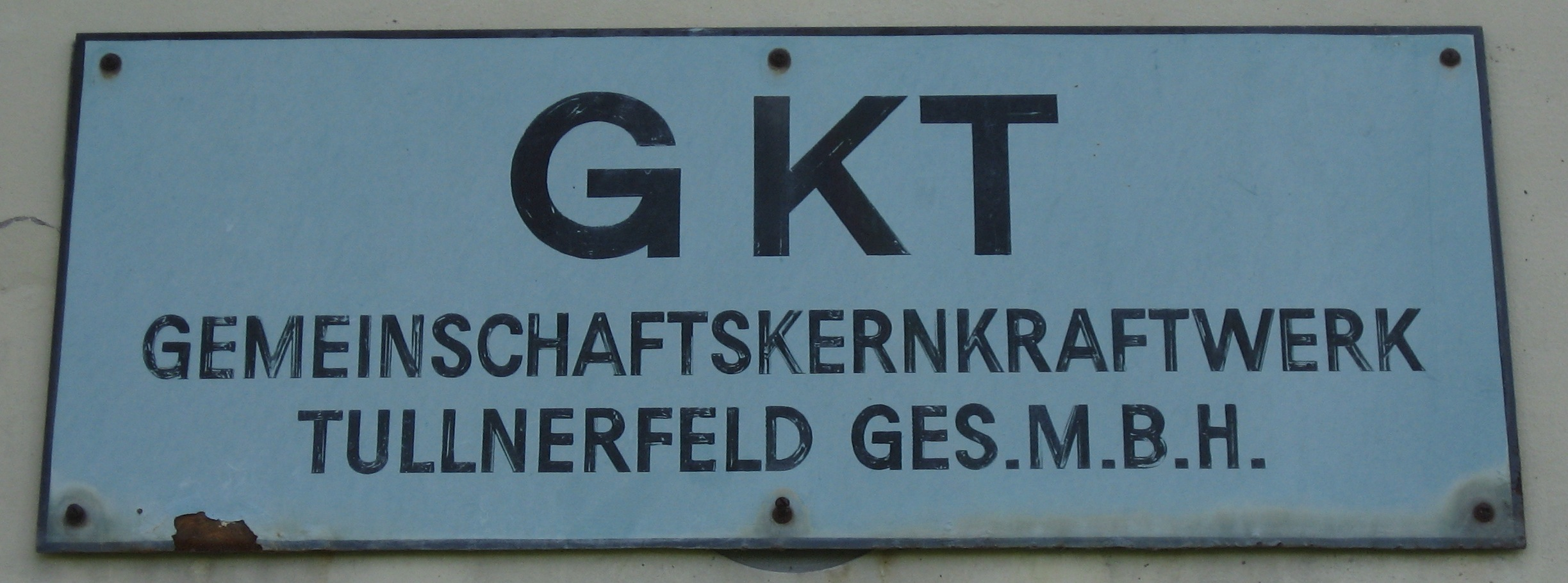
Schild an einem Trafogebäude in der Nähe des Kernkraftwerks Zwentendorf

Das Kernkraftwerk Zwentendorf, vom Betreiber EVN Atomkraftwerk Zwentendorf genannt, wurde ab 1972 gebaut und aufgrund der entsprechenden Volksabstimmung 1978 nie in Betrieb genommen. Der Standort liegt im Tullnerfeld bei Zwentendorf an der Donau (Niederösterreich). Das Kraftwerk gilt als größte Investitionsruine der Republik Österreich, als innenpolitisches Symbol und als ein Markstein der Wirtschaftsgeschichte.

## Planung und Errichtung
Am 11. November 1969 wurde der Bau des Kernkraftwerks Zwentendorf von der damaligen Bundesregierung Klaus II genehmigt. Geplant war ein Siedewasserreaktor der Baulinie 69 mit einer Nettoleistung von 692 Megawatt; er sollte rund 600 Millionen Euro kosten. Am 4. April 1972 wurde mit dem Bau begonnen.
Siemens wurde als Generalunternehmer für die Planung, Errichtung und Inbetriebnahme des Kernkraftwerkes beauftragt. Den Zuschlag für die Ausführung der Bauarbeiten erhielt die Arbeitsgemeinschaft Kernkraftwerk Zwentendorf, bestehend aus den Firmen Mayreder, Porr, H. Rella & Co, Heitkamp, AST, Universale und Neue Reformbau. Des Weiteren bestand auch Beteiligung der VÖEST, speziell für die Herstellung des Sicherheitsbehälters.
Der Energieplan des Jahres 1976 sah den Bau von insgesamt drei Kernkraftwerken in Österreich an der Donau vor: Eines sollte in St. Pantaleon-Erla an der Grenze zwischen Niederösterreich und Oberösterreich errichtet werden, wofür bereits die Flächen angekauft waren, und ein weiteres im Eferdinger Becken, wo aber noch kein konkreter Standort festgelegt worden war. Ferner sollte ein Reaktor in St. Andrä in Kärnten erstellt werden. Bereits in den 1960er Jahren war in Edling ein Gebiet neben der Drau für ein Atomkraftwerk ausgewiesen worden.
Errichtet und betrieben werden sollte das Kraftwerk Zwentendorf von der Gemeinschaftskernkraftwerk Tullnerfeld Ges.m.b.H. (GKT), an der der Bund und die einzelnen Bundesländer durch ihre jeweiligen Energieversorgungsunternehmen wie folgt beteiligt waren:
- Bund
  - Verbund mit 50 %
- Bundesländer durch die Landesenergieversorger
  - Tirol (TIWAG) mit 13,34 %
  - Niederösterreich (EVN AG) mit 10,83 %
  - Steiermark (Estag) mit 10 %
  - Oberösterreich (Energie AG Oberösterreich (OKA)) mit 8,33 %
  - Kärnten (Kelag) mit 3,33 %
  - Salzburg (Salzburger AG für Elektrizitätswirtschaft (SAFE)) mit 2,5 %
  - Vorarlberg (Vorarlberger Kraftwerke AG (VKW)) mit 1,67 %

Auf Drängen der Bundesländer wurde der Baubeschluss für das Kraftwerk von der Bundesregierung unter Kanzler Kreisky am 22. März 1971 gefällt. Bereits das Energiekonzept der Regierung unter Josef Klaus sah den Bau des Kraftwerks vor. Gebaut wurde der Siedewasserreaktor durch die deutsche Siemens AG. Das Containment wurde von der VOEST produziert. Der Abluftkamin hat eine Höhe von 110 Metern.

## Volksabstimmung

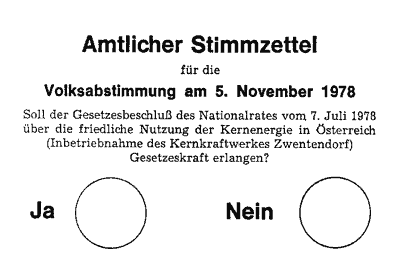
Stimmzettel der Volksabstimmung

Nach der Errichtung des Kernkraftwerks lehnten 50,47 Prozent der bei der Volksabstimmung am 5. November 1978 Abstimmenden (Wahlbeteiligung von 64,1 %) die Inbetriebnahme ab. Nach der Volksabstimmung kam es zu heftigen Diskussionen. Der damalige Bundeskanzler Bruno Kreisky (SPÖ) hatte angekündigt, im Falle eines Votums gegen das Kraftwerk zurückzutreten. Die damalige ÖVP unter Obmann Josef Taus sah damals eine Chance, den übermächtigen Bundeskanzler Kreisky im Falle einer Niederlage zu schwächen oder zum Rücktritt zu bewegen, was allerdings trotz verlorener Abstimmung nicht eintrat: Bruno Kreisky erreichte bei der Nationalratswahl 1979 seinen größten Wahltriumph. Bis zum März 1985, als die „stille Liquidierung“ des Kernkraftwerks Zwentendorf beschlossen wurde, kostete es insgesamt 14 Milliarden Schilling, 600 Millionen Schilling davon waren allein für die Instandhaltung nötig gewesen.
In der Folge führte die Nichtinbetriebnahme im Dezember 1978 zum Atomsperrgesetz, nach welchem in Österreich auch in Zukunft keine Kernkraftwerke gebaut werden dürfen. Nach dieser ersten und bis dato (2025) einzigen fakultativen Volksabstimmung gem. Art. 43 B-VG wurde von Nowak und Welan die Rechtsmeinung vertreten, dieses Gesetz sei nur mit Volksabstimmung abzuändern, also die Inbetriebnahme von Zwentendorf beziehungsweise der Neubau eines AKWs in Österreich bedürfe einer Volksabstimmung. Dieser Rechtsmeinung wurde von anderen Kommentatoren widersprochen. Das heißt, auch nach der Volksabstimmung von 1978 hätte durch einfaches Bundesgesetz Zwentendorf in Betrieb gesetzt oder ein anderes AKW in Österreich gebaut und in Betrieb gesetzt werden können. Zum Zweck einer besseren Absicherung eines atomkraftfreien Österreich wurde daher 1999 das Atomsperrgesetz ersetzt (ihm wird derogiert) durch ein Gesetz in Verfassungsrang, nämlich das Bundesverfassungsgesetz für ein atomfreies Österreich. Seit der Katastrophe von Tschernobyl 1986 ist die Anti-Atom-Politik gesellschaftlicher und auch parteipolitisch einhelliger Konsens.
Später wurde eine Öffnung in die doppelwandige Kondensationskammer des Kraftwerkes geschnitten, um die Kammer den Besuchern zugänglich zu machen. Damit ist eine Inbetriebnahme des Kernkraftwerks unmöglich, da an dem Durchbruch Strahlung austreten und somit das AKW keine Zulassung mehr bekommen würde. Dieser Durchbruch wird auch als „Todesstoß von Zwentendorf“ bezeichnet.
Außerdem wurde Zwentendorf – abseits der parteipolitischen Aspekte – zu einem Wendepunkt des Demokratieverständnisses in Österreich, wie auch wenige Jahre später die Ereignisse um die Besetzung der Hainburger Au.

## Historische Erdbebenforschung
Die Volksabstimmung wurde auch von dem Thema der Erdbebensicherheit um das AKW Zwentendorf beherrscht. Dabei spielte das historische Erdbeben von Neulengbach 1590 am 15. September mit dem vermuteten Epizentrum in Ried am Riederberg eine große Rolle. Das AKW Zwentendorf liegt 50 km entfernt und die widersprüchlichen Argumente zur Erdbebengefährdung des Standortes trugen zur allgemeinen Verunsicherung bei. Das führte dazu, dass ein neuer Wissenschaftszweig, die Historische Erdbebenforschung an der Zentralanstalt für Meteorologie und Geodynamik in Wien etabliert wurde. Eine internationale anerkannte Wissenschaftsmethode entstand und führte 2012 zum europäischen Erdbebenkatalog zur Bestimmung der Erdbebengefährdung in bestimmten Gebieten und dem EUROCODE-8 Normenwerk für erdbebengerechtes Bauen in Europa.

## Künstlerische Rezeption

### Musik
Kritische Liedermacher wie Erich Demmer, Sigi Maron, Kurt Winterstein und Martin Auer engagierten sich mit eigenen Liedern gegen die Inbetriebnahme des Kernkraftwerks, ebenso die Politrockgruppe „Auflauf“ des späteren Fernsehautors Fritz Schindlecker. Im November 1998, zwanzig Jahre nach der Volksabstimmung, brachte Wolfgang Kos eine Auswahl dieser Lieder in der Ö1-Sendereihe Spielräume.

## Ersatz durch Kohlekraftwerk
Im Jahr 1987 wurde das Kohlekraftwerk Dürnrohr in Betrieb genommen. Der Standort wurde so gewählt, dass die Stromleitungen des Kraftwerks Zwentendorf genutzt werden konnten.
Von 1983 bis 1996 diente die GK Dürnrohr (Nennübertragungsleistung 550 MW) dem Energieaustausch zwischen Österreich und der damaligen Tschechoslowakei.
Seit 1983 kann auch über die vom Umspannwerk Dürnrohr nach Tschechien führende Hochspannungsleitung zum Sammelumspannwerk Slavětice des Kernkraftwerks Dukovany Strom importiert und exportiert werden.

## Nachnutzung der Anlage

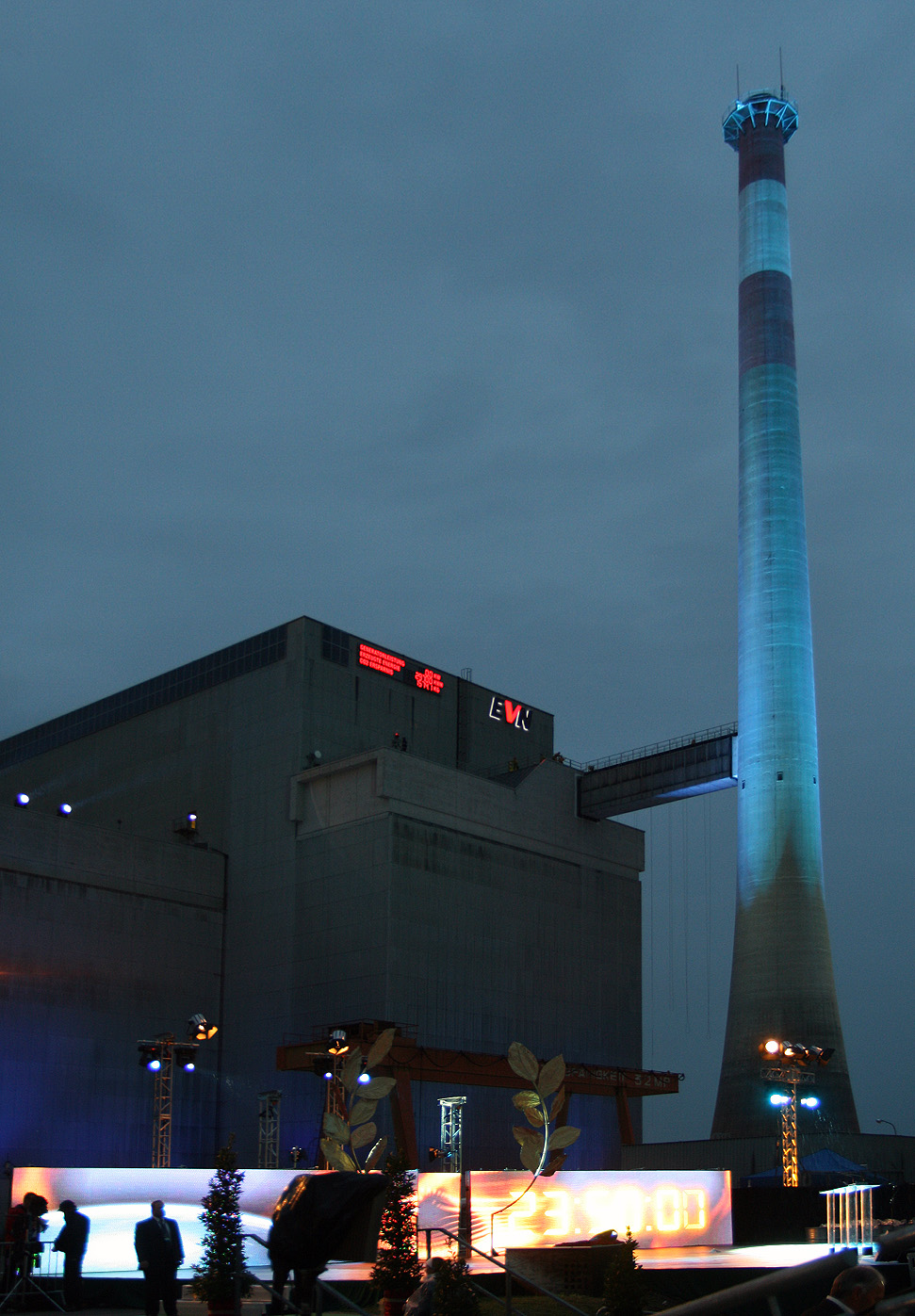
Das Kernkraftwerk Zwentendorf während der Verleihung der Save the World Awards 2009

Der Siedewasserreaktor diente gelegentlich als Ersatzteilspender für eines der drei baugleichen deutschen Kernkraftwerke Isar 1, Brunsbüttel oder Philippsburg 1; diese drei wurden 2011 stillgelegt. Er wurde zu Ausbildungszwecken für die deutsche Kraftwerksschule e. V. in Essen genutzt. Das KKW Zwentendorf kann seit Juni 2010 von jedermann nach Voranmeldung besichtigt werden.
Die EVN AG kaufte im Jahr 2005 das Kraftwerk und richtete ein Sicherheitstrainingszentrum ein. Auf dem Gelände wurde eine Photovoltaikanlage aus 2.300 an der Fassade und im Freigelände installierten Solarmodulen mit 450 kWp errichtet und am 25. Juni 2009 in Betrieb genommen. 1.300 Module davon werden als Bürgerbeteiligungsprojekt betrieben.
Im Jahr 2010 wurde gemeinsam mit der Technischen Universität Wien das Photovoltaik-Forschungszentrum Zwentendorf gegründet. Damit verbunden ist eine 190-Kilowatt-Photovoltaikanlage. Diese besteht aus zwei Modulen mit Nachführung.
Daneben waren in der Anlage auch andere Einrichtungen untergebracht:
- Bis 2001 war in dem Verwaltungsgebäude eine Gendarmerieschule.
- Das Areal wurde als Übungsgelände für Einsatzorganisationen im Bereich Katastrophenschutz genutzt.
- 2002 war darin die Dependance der örtlichen Zwentendorfer Hauptschule.
- Im Schuljahr 2009/10 diente es der Zwentendorfer Volksschule als Ausweichquartier, da deren Schulgebäude generalsaniert wurde.[32]

Es wurden auch umweltpolitische Aktionen gesetzt, die die Prominenz des Ortes und seine Nähe zum heutigen Natura-2000-Gebiet Tullnerfelder Donau-Auen nutzten:
- Am 24. Juli 2009 wurden auf dem AKW-Gelände die Save the World Awards verliehen.[33]

### Nutzungen für kulturelle Zwecke
- In den Jahren 1999 bis 2002 diente das Gelände auch als Austragungsort des Nuke Musikfestivals.
- Der Reaktor diente als Kulisse für einen Film mit dem schwedischen Schauspieler Dolph Lundgren. Der Film kam allerdings nie ins Kino.[34]
- Anlässlich des 30. Jahrestages der Volksabstimmung wurde von Andreas Prochaska der Fernsehfilm Der erste Tag gedreht und am 6. November 2008 erstmals ausgestrahlt.
- Im Herbst 2010 wurden Teile des Filmes Restrisiko innerhalb der Anlage gedreht. Regie führte dabei Urs Egger, die Hauptrolle hatte Ulrike Folkerts. Der Film wurde am 18. Januar 2011 auf Sat.1 ausgestrahlt.[35][36]
- Im August 2012 diente der Reaktor als Filmkulisse für den österreichisch-französischen Kinofilm RZ2–Grand Central unter der Regie von Rebecca Zlotowski.[37]
- 2012 bis 2014 war die Anlage Ende Mai / Anfang Juni der Veranstaltungsort des Tomorrow-Festivals.[38][39] 2012 war es die Auftaktveranstaltung für das europaweite Volksbegehren für einen Atomausstieg der Umweltschutzorganisation Global 2000.
- 2013 experimentierte Martin Küchen Saxophon spielend mit dem Hall in der Anlage.[40]
- 2014 diente das Kraftwerk als Kulisse für das deutsche Filmdrama Tag der Wahrheit von Anna Justice.[41]
- Am 26. August 2017 wurde das erste Mal das Shutdown Festival ein Outdoor-Hardstyle & Hardcore-Musikfestival rund um das Kraftwerk abgehalten.[42] Am 10. August 2019 fand die dritte Ausgabe mit 15.000 Besuchern statt.[43] Nach coronabedingter Pause kamen am 7. August 2021 rund 13.000 Besucher zur vierten Ausgabe des Musikfestivals.[44] Die Veranstaltung am 6. August 2022 ist für 15.000 Besucher ausverkauft.[45]
- Globart (Jakob Brossmann, Manfred Rainer) erarbeitete mit Zeitzeugen aus 1978 und in Kooperation mit dem Landestheater Niederösterreich das Theaterstück Gemeinschaftskraftwerk. Ausgeführt wurde es 27.–29. Mai 2022 im Kraftwerksgebäude. Publikum wanderte dabei mit Kopfhörern durch den Bau. Anlass war 100 Jahre Niederösterreich – 50 Jahre nach Grundsteinlegung des AKW.[46]
- Ende 2023 spielten Marc Seibold und Ariane Alter von Das schaffst du nie! vom BR verstecken im Kraftwerk. (Video auf YouTube)
- Von Juli 2024 bis Juni 2025 stehen in Zusammenarbeit mit dem Karikaturmuseum Krems Bilder der Ausstellung „Hier kommt Bart! Simpsons Cartoon Art aus der Sammlung William Heeter und Kristi Correa“ am Besucherpfad des Kraftwerks als Homer's Radioactive Tour.[47]

## Fotos

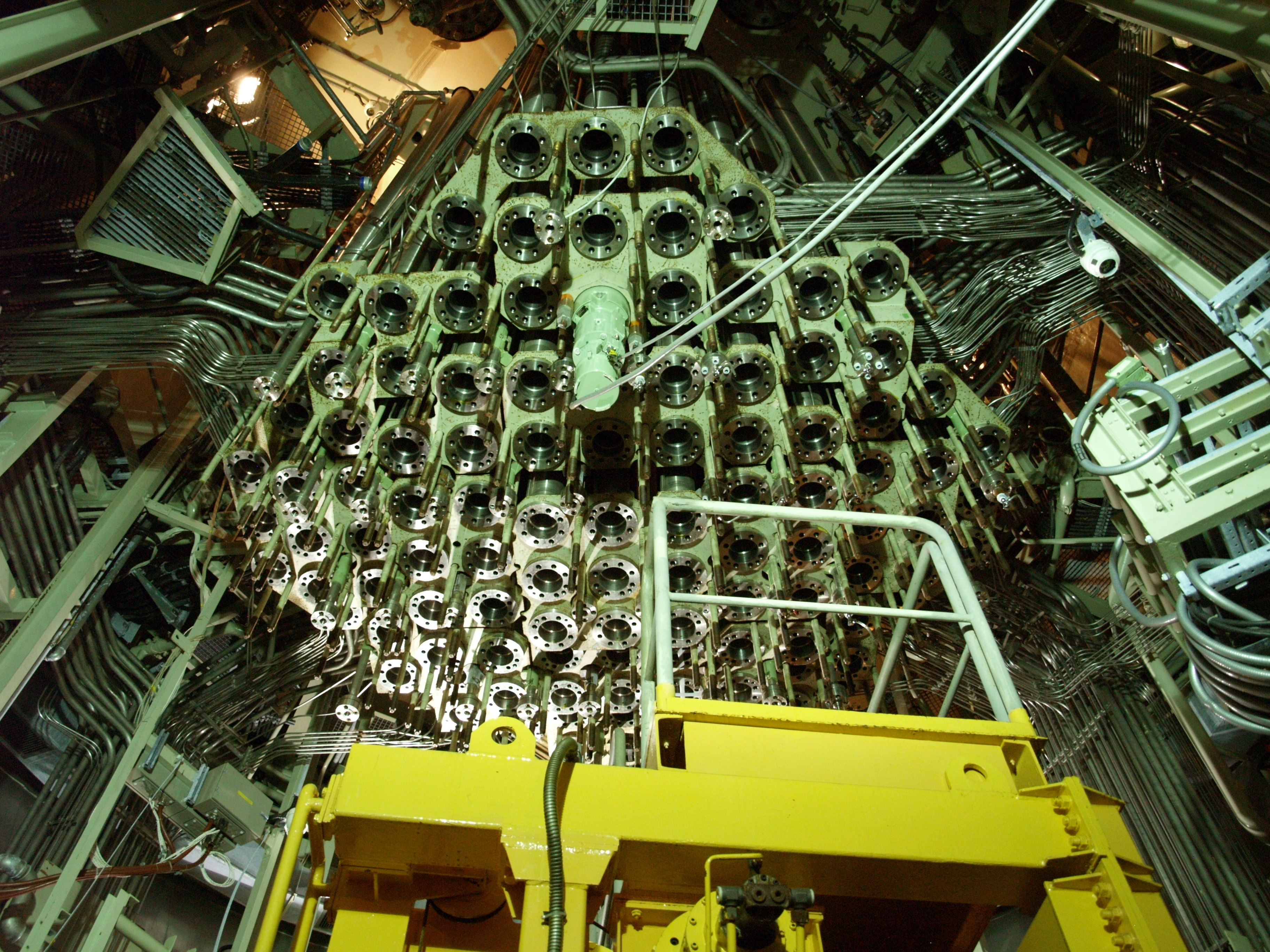
Antriebsraum der Steuerstäbe – ein Antriebsmotor ist für Schulungszwecke verblieben
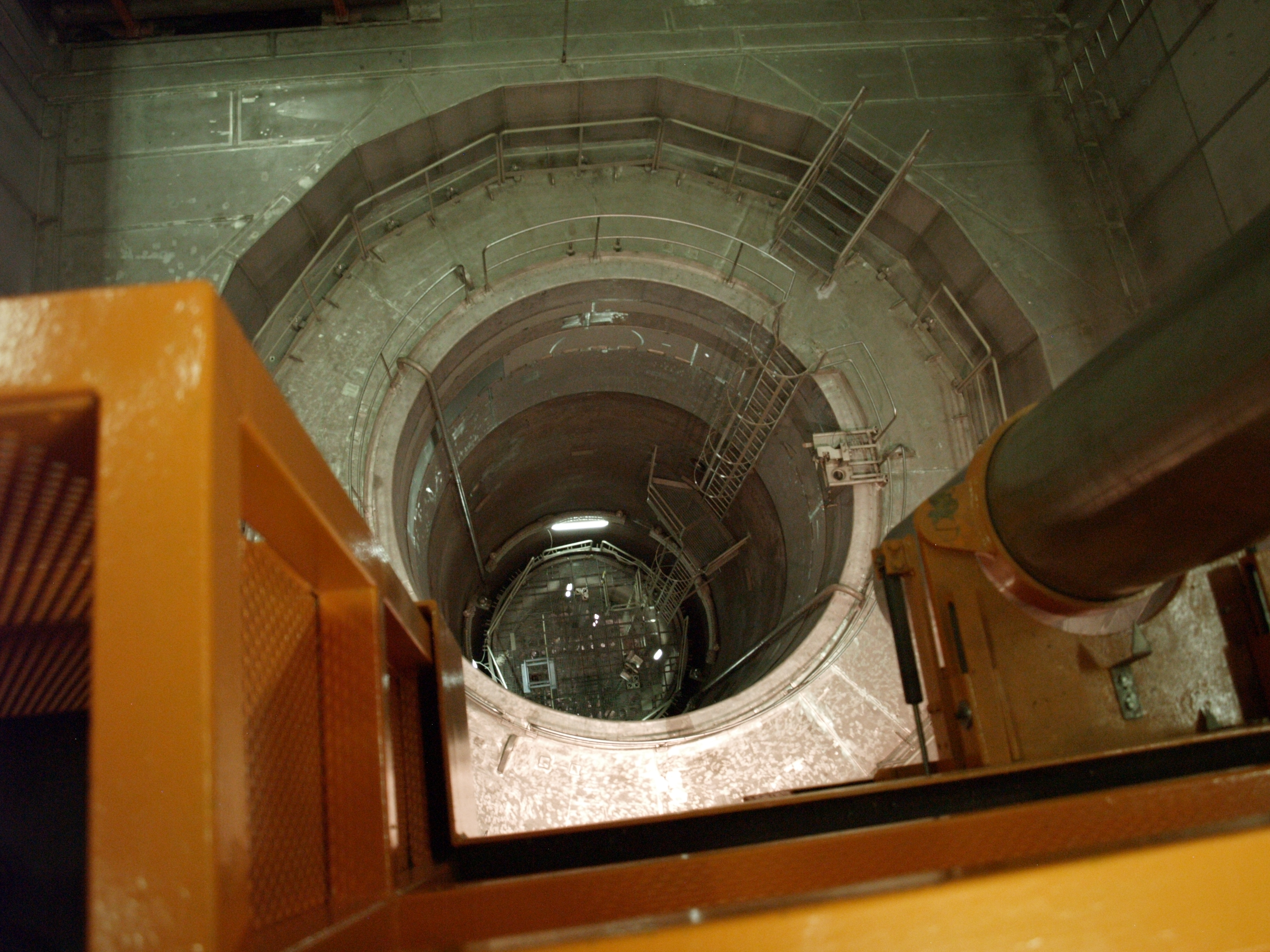
Blick in den geöffneten Reaktor
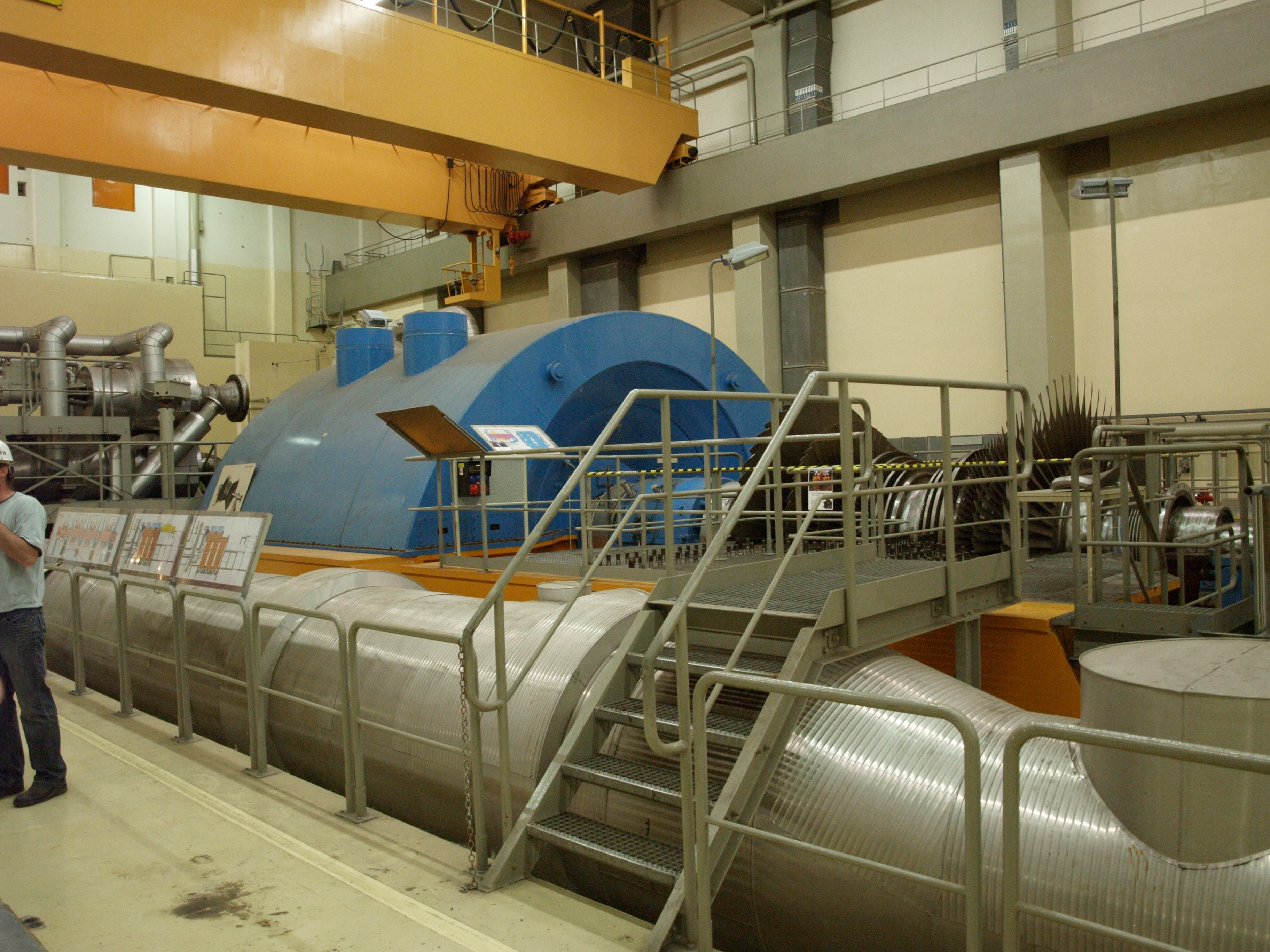
Turbinenhalle – rechts hinten ist eine zwecks Schulung geöffnete Niederdruckturbine
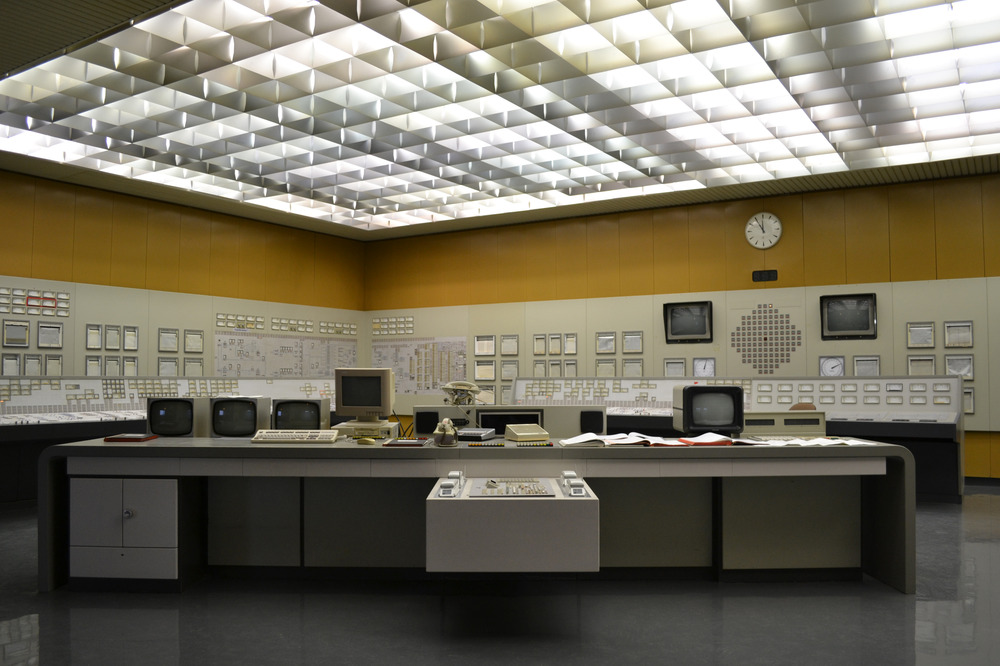
Kontrollraum